# Legionella sainthelensi
Espèce
Legionella sainthelensi est une espèce de bactéries gram-négatives de la famille des Legionellaceae.

## Description
Les bactéries de l'espèce Legionella sainthelensi sont des bacilles gram-négatifs

## Taxonomie
Le nom correct complet (avec auteur) de ce taxon est Legionella sainthelensi Campbell et al. 1984.

### Étymologie
L'étymologie du nom de cette espèce Legionella sainthelensi vient de son lieu d'isolement, le Mont Saint Helens et elle est la suivante : N.L. gen. neut. n. sainthelensi, de St. Helens, nommé d'après le Mont St. Helens, où l'isolat a été prélevé de l'eau de surface de la zone dévastée par une éruption volcanique.